# Har Akbara
Har Akbara (hebrejsky: הר עכברה) je hora o nadmořské výšce 637 metrů v Izraeli, v Horní Galileji.
Leží na jihovýchodním okraji města Safed, nedaleko jižních úbočí hory Har Kana'an. Má podobu plochého bezlesého temene, které je na západní straně ohraničeno hlubokým údolím vádí Nachal Akbara, na straně východní a jižní údolím vádí Nachal Rabi Jan'aj. Přes vádí Nachal Akbara vede na jihozápadním okraji hory Most Akbara. S výškou 65 metrů jde o nejvyšší most v Izraeli. Nedaleko od mostu leží i vesnice Akbara, v současnosti administrativně začleněná do města Safed.